# A Sun Came
Albums de Sufjan Stevens
Enjoy Your Rabbit
(2001)
A Sun Came est le premier album folk/rock de Sufjan Stevens paru en 2000 sur le label créé avec son beau-père Asthmatic Kitty Records.

## Liste des pistes
1. We Are What You Say
2. A Winner Needs a Wand
3. Rake
4. Siamese Twins
5. Demetrius
6. Dumb I Sound
7. Wordsworth's Ridge (For Fran Frike)
8. Belly Button
9. Rice Pudding
10. Loverless Bed (Without Remission)
11. Godzuki
12. Super Sexy Woman
13. The Oracle Said Wander
14. Happy Birthday
15. Jason
16. Kill
17. Ya Leil
18. A Sun Came/(Satan's Saxophones)
19. Joy! Joy! Joy!
20. You Are the Rake